# Pseudobombax heteromorphum
Pseudobombax heteromorphum är en malvaväxtart som först beskrevs av Carl Ernst Otto Kuntze, och fick sitt nu gällande namn av André Georges Marie Walter Albert Robyns. Pseudobombax heteromorphum ingår i släktet Pseudobombax och familjen malvaväxter. Inga underarter finns listade i Catalogue of Life.